# فهرست گل‌های ملی داوید ویا

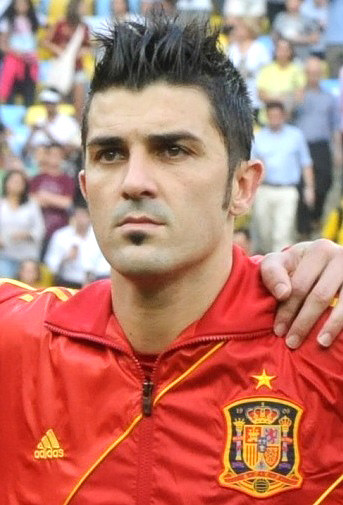
داوید ویا در ترکیب اسپانیا، پیش از مسابقه در برابر تاهیتی در جام کنفدراسیون‌ها ۲۰۱۳؛ مسابقه‌ای که یکی از ۳ هت تریک بین‌المللی ویا در آن رخ داد.

داوید ویا بازیکن حرفه‌ای فوتبال اهل اسپانیا است که از سال ۲۰۰۵ برای تیم ملی فوتبال اسپانیا به میدان رفته‌است. نخستین‌بار در فوریهٔ ۲۰۰۵، حین مرحلهٔ مقدماتی جام جهانی فوتبال ۲۰۰۶ در برابر تیم ملی فوتبال سان مارینو به عنوان یار تعویضی وارد زمین مسابقه شد. ویا نخستین گل ملی خود را در چهارمین حضورش در ترکیب اسپانیا زد و باعث تساوی تیمش در دومین مرحلهٔ پلی‌آف مقدماتی جام جهانی فوتبال ۲۰۰۶ شد. تا دسامبر ۲۰۱۷، او آمار ۵۹ گل در ۹۸ بازی را در تیم ملی فوتبال اسپانیا ثبت کرد و به برترین گلزن این تیم تبدیل شد؛ ویا هنگامی رکورد ۴۴ گل رائول را پشت سر گذاشت که در مرحلهٔ مقدماتی جام ملت‌های اروپا ۲۰۱۲ توانست برای دو بار به تیم ملی فوتبال جمهوری چک گلزنی کند.
در ۱۰ ژوئن ۲۰۰۸، ویا نخستین هت تریک بین‌المللی خود را در پیروزی ۴ بر ۱ برابر تیم ملی فوتبال روسیه انجام داد تا اسپانیا صدرنشین گروه چهارم جام ملت‌های اروپا ۲۰۰۸ شود. او دو هت تریک دیگر نیز دارد؛ یکی در برابر تیم ملی فوتبال جمهوری آذربایجان در سال ۲۰۰۹ و یکی در برابر تیم ملی فوتبال تاهیتی در سال ۲۰۱۳. ویا در برابر تیم ملی فوتبال لیختن‌اشتاین ۳ بار دابل کرد و در مجموع، ۷ گل زده‌است؛ همچنین، ویا به این تیم، بیش از دیگر تیم‌های ملی گل زده‌است.
از نظر گونهٔ رقابت‌ها، ویا بیشتر در مسابقات مقدماتی موفق بوده و در این مسابقات ۲۱ بار دروازهٔ حریفان را باز کرده‌است. همچنین او ۱۹ بار در مسابقات دوستانه، ۹ بار در جام جهانی، ۶ بار در جام کنفدراسیون‌ها و ۴ بار در جام ملت‌های اروپا گلزنی کرده‌است. ویا با ۵ گل به همراه توماس مولر آلمانی، وسلی اسنایدر هلندی و دیگو فورلان از اروگوئه در صدر گلزنان جام جهانی فوتبال ۲۰۱۰ قرار گرفت. در دسامبر ۲۰۱۱، او هنگامی که داشت برای بارسلونا بازی می‌کرد، دچار شکستگی پا شد و نتوانست در قهرمانی تیم ملی فوتبال اسپانیا در جام ملت‌های اروپا ۲۰۱۲ حضور داشته باشد. در سال ۲۰۱۳ او بارسلونا را ترک کرد و به اتلتیکو مادرید، رقیب آن در لا لیگا پیوست. کمی بعد و در نقل و انتقالات تابستانی ۲۰۱۴ نیز به نیویورک سیتی در لیگ برتر فوتبال ایالات متحده آمریکا پیوست. آخرین گل او تاکنون، در برابر تیم ملی فوتبال استرالیا در جام جهانی فوتبال ۲۰۱۴ بوده‌است. از زمان رفتن ویا به آمریکا در سال ۲۰۱۴، او تنها در یک مسابقه برای اسپانیا به میدان رفته‌است که در سپتامبر ۲۰۱۷ و برابر تیم ملی فوتبال ایتالیا بود.

## گل‌های بین‌المللی
"گل زده" نتیجهٔ مسابقه را پس از گل ویا نمایش می‌دهد. گل‌های تیم ملی فوتبال اسپانیا در سمت راست آمده‌اند.
| Penalty | گل‌هایی را نشان می‌دهد که از نقطهٔ پنالتی زده شده‌اند. |

| شماره | بازی | تاریخ           | محل                                                     | حریف            | گل زده | نتیجه | گونهٔ رقابت‌ها                        | منبع   |
| ----- | ---- | --------------- | ------------------------------------------------------- | --------------- | ------ | ----- | ----------------------------------- | ------ |
| ۱     | ۴    | ۱۶ نوامبر ۲۰۰۵  | ورزشگاه تهلنه پوله، براتیسلاوا، اسلواکی                 | اسلواکی         | ۱–۱    | ۱–۱   | مرحله مقدماتی جام جهانی فوتبال ۲۰۰۶ | [ ۱۳ ] |
| ۲     | ۵    | ۱ مارس ۲۰۰۶     | ورزشگاه خوزه زوریلا، وایادولید، اسپانیا                 | ساحل عاج        | ۱–۱    | ۳–۲   | دوستانه                             | [ ۱۴ ] |
| ۳     | ۹    | ۱۳ ژوئن ۲۰۰۶    | ورزشگاه ردبول آرنا، لایپزیگ، آلمان                      | اوکراین         | ۲–۰    | ۴–۰   | جام جهانی فوتبال ۲۰۰۶               | [ ۱۵ ] |
| ۴     | ۹    | ۱۳ ژوئن ۲۰۰۶    | ورزشگاه ردبول آرنا، لایپزیگ، آلمان                      | اوکراین         | ۳–۰    | ۴–۰   | جام جهانی فوتبال ۲۰۰۶               | [ ۱۵ ] |
| ۵     | ۱۲   | ۲۷ ژوئن ۲۰۰۶    | ورزشگاه ها د ئی-آرنا، هانوفر، آلمان                     | فرانسه          | ۱–۰    | ۱–۳   | جام جهانی فوتبال ۲۰۰۶               | [ ۱۶ ] |
| ۶     | ۱۴   | ۲ سپتامبر ۲۰۰۶  | ورزشگاه جدید ویورو، باداخوس، اسپانیا                    | لیختن‌اشتاین     | ۲–۰    | ۴–۰   | مرحله مقدماتی جام ملت‌های اروپا ۲۰۰۸ | [ ۱۷ ] |
| ۷     | ۱۴   | ۲ سپتامبر ۲۰۰۶  | ورزشگاه جدید ویورو، باداخوس، اسپانیا                    | لیختن‌اشتاین     | ۳–۰    | ۴–۰   | مرحله مقدماتی جام ملت‌های اروپا ۲۰۰۸ | [ ۱۷ ] |
| ۸     | ۱۵   | ۶ سپتامبر ۲۰۰۶  | ورزشگاه وینزور پارک، بلفاست، ایرلند شمالی               | ایرلند شمالی    | ۲–۱    | ۲–۳   | مرحله مقدماتی جام ملت‌های اروپا ۲۰۰۸ | [ ۱۸ ] |
| ۹     | ۱۷   | ۱۱ اکتبر ۲۰۰۶   | ورزشگاه جدید کوندومینا، مورسیا، اسپانیا                 | آرژانتین        | ۲–۱    | ۲–۱   | دوستانه                             | [ ۱۹ ] |
| ۱۰    | ۲۰   | ۲۴ مارس ۲۰۰۷    | ورزشگاه سانتیاگو برنابئو، مادرید، اسپانیا               | دانمارک         | ۲–۰    | ۲–۱   | مرحله مقدماتی جام ملت‌های اروپا ۲۰۰۸ | [ ۲۰ ] |
| ۱۱    | ۲۳   | ۶ ژوئن ۲۰۰۷     | ورزشگاه راین پارک، فادوتس، لیختن‌اشتاین                  | لیختن‌اشتاین     | ۱–۰    | ۲–۰   | مرحله مقدماتی جام ملت‌های اروپا ۲۰۰۸ | [ ۲۱ ] |
| ۱۲    | ۲۳   | ۶ ژوئن ۲۰۰۷     | ورزشگاه راین پارک، فادوتس، لیختن‌اشتاین                  | لیختن‌اشتاین     | ۲–۰    | ۲–۰   | مرحله مقدماتی جام ملت‌های اروپا ۲۰۰۸ | [ ۲۱ ] |
| ۱۳    | ۳۰   | ۲۶ مارس ۲۰۰۸    | ورزشگاه مانوئل مارتینز والرو، الچه، اسپانیا             | ایتالیا         | ۱–۰    | ۱–۰   | دوستانه                             | [ ۲۲ ] |
| ۱۴    | ۳۱   | ۳۱ مه ۲۰۰۸      | ورزشگاه جدید کلمبینو، اوئلوا، اسپانیا                   | پرو             | ۱–۰    | ۲–۱   | دوستانه                             | [ ۲۳ ] |
| ۱۵    | ۳۲   | ۱۰ ژوئن ۲۰۰۸    | ورزشگاه تیوولی نوی، اینسبروک، اتریش                     | روسیه           | ۱–۰    | ۴–۱   | جام ملت‌های اروپا ۲۰۰۸               | [ ۲۴ ] |
| ۱۶    | ۳۲   | ۱۰ ژوئن ۲۰۰۸    | ورزشگاه تیوولی نوی، اینسبروک، اتریش                     | روسیه           | ۲–۰    | ۴–۱   | جام ملت‌های اروپا ۲۰۰۸               | [ ۲۴ ] |
| ۱۷    | ۳۲   | ۱۰ ژوئن ۲۰۰۸    | ورزشگاه تیوولی نوی، اینسبروک، اتریش                     | روسیه           | ۳–۰    | ۴–۱   | جام ملت‌های اروپا ۲۰۰۸               | [ ۲۴ ] |
| ۱۸    | ۳۳   | ۱۴ ژوئن ۲۰۰۸    | ورزشگاه تیوولی نوی، اینسبروک، اتریش                     | سوئد            | ۲–۱    | ۲–۱   | جام ملت‌های اروپا ۲۰۰۸               | [ ۲۵ ] |
| ۱۹    | ۳۷   | ۶ سپتامبر ۲۰۰۸  | ورزشگاه جدید کوندومینا، مورسیا، اسپانیا                 | بوسنی و هرزگوین | ۱–۰    | ۱–۰   | مرحله مقدماتی جام جهانی فوتبال ۲۰۱۰ | [ ۲۶ ] |
| ۲۰    | ۳۸   | ۱۰ سپتامبر ۲۰۰۸ | ورزشگاه کارلوس بلمونته، آلباسته، اسپانیا                | ارمنستان        | ۲–۰    | ۴–۰   | مرحله مقدماتی جام جهانی فوتبال ۲۰۱۰ | [ ۲۷ ] |
| ۲۱    | ۳۸   | ۱۰ سپتامبر ۲۰۰۸ | ورزشگاه کارلوس بلمونته، آلباسته، اسپانیا                | ارمنستان        | ۳–۰    | ۴–۰   | مرحله مقدماتی جام جهانی فوتبال ۲۰۱۰ | [ ۲۷ ] |
| ۲۲    | ۳۹   | ۱۱ اکتبر ۲۰۰۸   | ورزشگاه آ. له کوک آرنا، تالین، استونی                   | استونی          | ۲–۰    | ۳–۰   | مرحله مقدماتی جام جهانی فوتبال ۲۰۱۰ | [ ۲۸ ] |
| ۲۳    | ۴۰   | ۱۵ اکتبر ۲۰۰۸   | ورزشگاه کینگ بودوئن، بروکسل، بلژیک                      | بلژیک           | ۲–۱    | ۲–۱   | مرحله مقدماتی جام جهانی فوتبال ۲۰۱۰ | [ ۲۹ ] |
| ۲۴    | ۴۱   | ۱۹ نوامبر ۲۰۰۸  | ورزشگاه ال مادریگا، ویارئال، اسپانیا                    | شیلی            | ۱–۰    | ۳–۰   | دوستانه                             | [ ۳۰ ] |
| ۲۵    | ۴۲   | ۱۱ فوریهٔ ۲۰۰۹   | ورزشگاه رامون سانچز پیس‌خوان، سویا، اسپانیا              | انگلستان        | ۱–۰    | ۲–۰   | دوستانه                             | [ ۳۱ ] |
| ۲۶    | ۴۴   | ۹ ژوئن ۲۰۰۹     | ورزشگاه توفیق بهراموف، باکو، جمهوری آذربایجان           | آذربایجان       | ۱–۰    | ۶–۰   | دوستانه                             | [ ۳۲ ] |
| ۲۷    | ۴۴   | ۹ ژوئن ۲۰۰۹     | ورزشگاه توفیق بهراموف، باکو، جمهوری آذربایجان           | آذربایجان       | ۲–۰    | ۶–۰   | دوستانه                             | [ ۳۲ ] |
| ۲۸    | ۴۴   | ۹ ژوئن ۲۰۰۹     | ورزشگاه توفیق بهراموف، باکو، جمهوری آذربایجان           | آذربایجان       | ۳–۰    | ۶–۰   | دوستانه                             | [ ۳۲ ] |
| ۲۹    | ۴۵   | ۱۴ ژوئن ۲۰۰۹    | ورزشگاه رویال بافوکنگ، راستنبرگ، آفریقای جنوبی          | نیوزیلند        | ۵–۰    | ۵–۰   | جام کنفدراسیون‌ها ۲۰۰۹               | [ ۳۳ ] |
| ۳۰    | ۴۶   | ۱۷ ژوئن ۲۰۰۹    | ورزشگاه فری استیت، بلومفونتن، آفریقای جنوبی             | عراق            | ۱–۰    | ۱–۰   | جام کنفدراسیون‌ها ۲۰۰۹               | [ ۳۴ ] |
| ۳۱    | ۴۷   | ۲۰ ژوئن ۲۰۰۹    | ورزشگاه فری استیت، بلومفونتن، آفریقای جنوبی             | آفریقای جنوبی   | ۱–۰    | ۲–۰   | جام کنفدراسیون‌ها ۲۰۰۹               | [ ۳۵ ] |
| ۳۲    | ۵۱   | ۵ سپتامبر ۲۰۰۹  | ورزشگاه ریازور، لاکرونیا، اسپانیا                       | بلژیک           | ۲–۰    | ۵–۰   | مرحله مقدماتی جام جهانی فوتبال ۲۰۱۰ | [ ۳۶ ] |
| ۳۳    | ۵۱   | ۵ سپتامبر ۲۰۰۹  | ورزشگاه ریازور، لاکرونیا، اسپانیا                       | بلژیک           | ۵–۰    | ۵–۰   | مرحله مقدماتی جام جهانی فوتبال ۲۰۱۰ | [ ۳۶ ] |
| ۳۴    | ۵۴   | ۱۸ نوامبر ۲۰۰۹  | ورزشگاه ارنست هاپل، وین، اتریش                          | اتریش           | ۲–۱    | ۵–۱   | دوستانه                             | [ ۳۷ ] |
| ۳۵    | ۵۴   | ۱۸ نوامبر ۲۰۰۹  | ورزشگاه ارنست هاپل، وین، اتریش                          | اتریش           | ۳–۱    | ۵–۱   | دوستانه                             | [ ۳۷ ] |
| ۳۶    | ۵۵   | ۳ مارس ۲۰۱۰     | ورزشگاه استاد دو فرانس، پاریس، فرانسه                   | فرانسه          | ۱–۰    | ۲–۰   | دوستانه                             | [ ۳۸ ] |
| ۳۷    | ۵۶   | ۲۹ مه ۲۰۱۰      | ورزشگاه تیوولی نوی، اینسبروک، اتریش                     | عربستان سعودی   | ۱–۱    | ۳–۲   | دوستانه                             | [ ۳۹ ] |
| ۳۸    | ۶۰   | ۲۱ ژوئن ۲۰۱۰    | ورزشگاه الیس پارک، ژوهانسبورگ، آفریقای جنوبی            | هندوراس         | ۱–۰    | ۲–۰   | جام جهانی فوتبال ۲۰۱۰               | [ ۴۰ ] |
| ۳۹    | ۶۰   | ۲۱ ژوئن ۲۰۱۰    | ورزشگاه الیس پارک، ژوهانسبورگ، آفریقای جنوبی            | هندوراس         | ۲–۰    | ۲–۰   | جام جهانی فوتبال ۲۰۱۰               | [ ۴۰ ] |
| ۴۰    | ۶۱   | ۲۵ ژوئن ۲۰۱۰    | ورزشگاه لوفتوس ورسفلد، پرتوریا، آفریقای جنوبی           | شیلی            | ۱–۰    | ۲–۱   | جام جهانی فوتبال ۲۰۱۰               | [ ۴۱ ] |
| ۴۱    | ۶۲   | ۲۹ ژوئن ۲۰۱۰    | ورزشگاه کیپ تاون، کیپ‌تاون، آفریقای جنوبی                | پرتغال          | ۱–۰    | ۱–۰   | جام جهانی فوتبال ۲۰۱۰               | [ ۴۲ ] |
| ۴۲    | ۶۳   | ۳ ژوئیه ۲۰۱۰    | ورزشگاه الیس پارک، ژوهانسبورگ، آفریقای جنوبی            | پاراگوئه        | ۱–۰    | ۱–۰   | جام جهانی فوتبال ۲۰۱۰               | [ ۴۳ ] |
| ۴۳    | ۶۶   | ۳ سپتامبر ۲۰۱۰  | ورزشگاه راین پارک، فادوتس، لیختن‌اشتاین                  | لیختن‌اشتاین     | ۲–۰    | ۴–۰   | مرحله مقدماتی جام ملت‌های اروپا ۲۰۱۲ | [ ۴۴ ] |
| ۴۴    | ۶۹   | ۱۲ اکتبر ۲۰۱۰   | ورزشگاه همپدن پارک، گلاسگو، اسکاتلند                    | اسکاتلند        | ۱–۰    | ۳–۲   | مرحله مقدماتی جام ملت‌های اروپا ۲۰۱۲ | [ ۴۵ ] |
| ۴۵    | ۷۲   | ۲۵ مارس ۲۰۱۱    | ورزشگاه جدید لوس کارمنس، گرانادا، اسپانیا               | چک              | ۱–۱    | ۲–۱   | مرحله مقدماتی جام ملت‌های اروپا ۲۰۱۲ | [ ۴۶ ] |
| ۴۶    | ۷۲   | ۲۵ مارس ۲۰۱۱    | ورزشگاه جدید لوس کارمنس، گرانادا، اسپانیا               | چک              | ۲–۱    | ۲–۱   | مرحله مقدماتی جام ملت‌های اروپا ۲۰۱۲ | [ ۴۶ ] |
| ۴۷    | ۷۵   | ۷ ژوئن ۲۰۱۱     | ورزشگاه خوزه آنتونیو آنسوآتگی، پوئرتو لا کروز، ونزوئلا  | ونزوئلا         | ۱–۰    | ۳–۰   | دوستانه                             | [ ۴۷ ] |
| ۴۸    | ۷۸   | ۶ سپتامبر ۲۰۱۱  | ورزشگاه لاس‌گاوناس، لگرنیو، اسپانیا                      | لیختن‌اشتاین     | ۵–۰    | ۶–۰   | مرحله مقدماتی جام ملت‌های اروپا ۲۰۱۲ | [ ۴۸ ] |
| ۴۹    | ۷۸   | ۶ سپتامبر ۲۰۱۱  | ورزشگاه لاس‌گاوناس، لگرنیو، اسپانیا                      | لیختن‌اشتاین     | ۶–۰    | ۶–۰   | مرحله مقدماتی جام ملت‌های اروپا ۲۰۱۲ | [ ۴۸ ] |
| ۵۰    | ۸۰   | ۱۱ اکتبر ۲۰۱۱   | ورزشگاه خوزه ریکو پرز، آلیکانته، اسپانیا                | اسکاتلند        | ۳–۰    | ۳–۱   | مرحله مقدماتی جام ملت‌های اروپا ۲۰۱۲ | [ ۴۹ ] |
| ۵۱    | ۸۲   | ۱۵ نوامبر ۲۰۱۱  | ورزشگاه ملی کاستاریکا، سان خوزه، کاستاریکا              | کاستاریکا       | ۲–۲    | ۲–۲   | دوستانه                             | [ ۵۰ ] |
| ۵۲    | ۸۳   | ۷ سپتامبر ۲۰۱۲  | ورزشگاه پاسارون، پنتبدرا، اسپانیا                       | عربستان سعودی   | ۴–۰    | ۵–۰   | دوستانه                             | [ ۵۱ ] |
| ۵۳    | ۸۵   | ۱۴ نوامبر ۲۰۱۲  | ورزشگاه رومل فرناندز، پاناماسیتی، پاناما                | پاناما          | ۲–۰    | ۵–۱   | دوستانه                             | [ ۵۲ ] |
| ۵۴    | ۹۰   | ۲۰ ژوئن ۲۰۱۳    | ورزشگاه ماراکانا، ریو دو ژانیرو، برزیل                  | تاهیتی          | ۴–۰    | ۱۰–۰  | جام کنفدراسیون‌ها ۲۰۱۳               | [ ۵۳ ] |
| ۵۵    | ۹۰   | ۲۰ ژوئن ۲۰۱۳    | ورزشگاه ماراکانا، ریو دو ژانیرو، برزیل                  | تاهیتی          | ۵–۰    | ۱۰–۰  | جام کنفدراسیون‌ها ۲۰۱۳               | [ ۵۳ ] |
| ۵۶    | ۹۰   | ۲۰ ژوئن ۲۰۱۳    | ورزشگاه ماراکانا، ریو دو ژانیرو، برزیل                  | تاهیتی          | ۷–۰    | ۱۰–۰  | جام کنفدراسیون‌ها ۲۰۱۳               | [ ۵۳ ] |
| ۵۷    | ۹۶   | ۷ ژوئن ۲۰۱۴     | ورزشگاه فدکس‌فیلد، واشینگتن، دی.سی.، ایالات متحده آمریکا | السالوادور      | ۱–۰    | ۲–۰   | دوستانه                             | [ ۵۴ ] |
| ۵۸    | ۹۶   | ۷ ژوئن ۲۰۱۴     | ورزشگاه فدکس‌فیلد، واشینگتن، دی.سی.، ایالات متحده آمریکا | السالوادور      | ۲–۰    | ۲–۰   | دوستانه                             | [ ۵۴ ] |
| ۵۹    | ۹۷   | ۲۳ ژوئن ۲۰۱۴    | ورزشگاه آرنا دا بایشادا، کوریتیبا، برزیل                | استرالیا        | ۱–۰    | ۳–۰   | جام جهانی فوتبال ۲۰۱۴               | [ ۵۵ ] |

## آمار

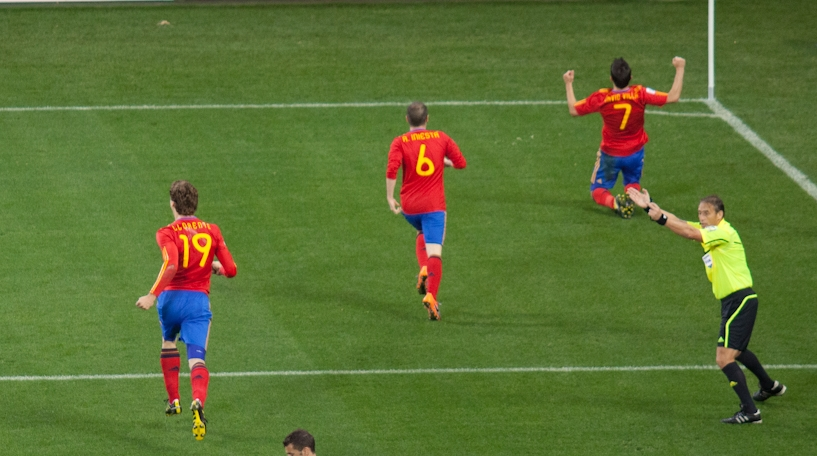
شادی ویا پس از گلزنی به تیم ملی فوتبال پرتغال در جام جهانی فوتبال ۲۰۱۰

| سال  | بازی | گل |
| ---- | ---- | -- |
| ۲۰۰۵ | ۴    | ۱  |
| ۲۰۰۶ | ۱۴   | ۸  |
| ۲۰۰۷ | ۱۰   | ۳  |
| ۲۰۰۸ | ۱۲   | ۱۳ |
| ۲۰۰۹ | ۱۳   | ۱۱ |
| ۲۰۱۰ | ۱۶   | ۹  |
| ۲۰۱۱ | ۱۲   | ۷  |
| ۲۰۱۲ | ۳    | ۲  |
| ۲۰۱۳ | ۱۰   | ۳  |
| ۲۰۱۴ | ۲    | ۳  |
| ۲۰۱۷ | ۱    | ۰  |
| کل   | ۹۸   | ۵۹ |

| گونهٔ رقابت               | گل |
| ------------------------ | -- |
| دوستانه                  | ۱۹ |
| مقدماتی جام ملت‌های اروپا | ۱۳ |
| جام جهانی فوتبال         | ۹  |
| مقدماتی جام جهانی فوتبال | ۸  |
| جام کنفدراسیون‌ها         | ۶  |
| جام ملت‌های اروپا         | ۴  |
| کل                       | ۵۹ |